# 服部あゆみ
服部 あゆみ（はっとり あゆみ、7月27日 - ）は、日本の漫画家。
埼玉県立川越女子高等学校卒業。在学中は、マンガ研究部の部長（初代）を務めた。
徳間書店「ザ・モーションコミック」に「オレンジトリップ0926」でデビュー。大陸書房「ホラーハウス」等で活躍した後、角川書店、秋田書店などのホラー漫画雑誌で作品を発表している。元･アニメーターで、機動戦士ガンダム、魔法のプリンセスミンキーモモ（キャラクター・デザイン）などの作品に参加している。
また、イラストレーターとして集英社コバルト文庫にて山浦弘靖の星子ひとり旅シリーズ他数点の挿絵を手掛けている。

## 作品リスト
漫画
- 風水斎シリーズ

1. ダークサイド・シティ
2. 君が目覚めるとき（前編）
3. 君が目覚めるとき（後編）
4. 東京発25時04分
5. 騒霊 - ポルターガイスト -
6. 海に降る雪（前編）
7. 海に降る雪（後編）
8. 死人使い［しびとつかい］
9. 東京迷宮［トーキョーダンジョン］
10. 金蚕蠱［きんさんこ］
11. 平安京魔界紀行［へいあんきょうまかいきこう］
12. 怪談の遠近法
13. 龍の罠［ドラゴン・トラップ］
14. 夢違え［ゆめたがえ］
15. 東京夢幻区［トーキョー・ドリームエリア］（前編）
16. 東京夢幻区［トーキョー・ドリームエリア］（後編）
17. 悪霊の館［あくりょうのやかた］
18. 隠れ里［かくれざと］

- オレンジトリップ0926
- ラビリンスゲーム
- 火星人路交差点（オレンジトリップ0926の再録とコミック・リュウ連載分収録）
- ナイトシーカーズ
- 人魚館物語
- 霊能戦隊プラズマン
- なんでも解決110番
- 弟切草（原作:長坂秀佳）
- かまいたちの夜（原作:我孫子武丸、サスペリアミステリー2002年8月号掲載）
- かまいたちの夜2 監獄島のわらべ唄（原作:田中啓文、サスペリアミステリー2003年1月号別冊付録）
- 妖霊戦記ブルーアーク
- 初恋 (原作:武者小路実篤)

イラスト
- 星子シリーズ 著者:山浦弘靖

1. 殺人切符はハート色
2. 死神の時刻表はスペード色
3. 恋の危険信号はダイヤ色
4. 京都迷路地図はクローバー色
5. 殺人占いはJの罠
6. 魔女特急はQの罠
7. 夢ハネムーンはKの罠
8. ヴァージン・ロードはAの罠
9. ハッピーエンドはJkの罠
10. ワンペアは殺しの花言葉
11. ツーペアは魔少女の呪い
12. スリーカードは愛の殺人案内
13. 殺人ゲームはポーカーで
14. フォーカードは悪魔の招待状
15. フルハウスは殺しの予言者 上
16. フルハウスは殺しの予言者 下
17. フラッシュは恋の殺人迷路
18. ハートストレートは天使のささやき
19. ダイヤストレートは京都恋殺人
20. スペードストレートは死美人の恋
21. クラブストレートは涙の花嫁人形
22. ハネムーン探偵は7カードで
23. 星子ひとり旅・イラスト・スペシャル1 星子（ハートマーク）宙太恋紀行
24. トランプ刑事の恋はハート色
25. 幻の恋人はスペードの殺人者
26. 恋祭りはダイヤの悪魔
27. 星子ひとり旅・イラスト・スペシャル2 星子（ハートマーク）宙太恋の時刻表
28. 感傷旅行はクラブの誘惑
29. 運命ゲームはハートのJ
30. 謎の黄金姫はハートのQ
31. ジョーカーは謎の旅案内人 星子 五つの恋の物語
32. シンデレラ特急でハート殺人
33. 小町恋伝説でダイヤ殺人
34. エンゲージリングでスペード殺人
35. 盗まれた結婚式でクラブ殺人
36. 虹の花嫁はハートのエース 上
37. 虹の花嫁はハートのエース 下

- 女戦士エフェ&ジーラ 著者:ひかわ玲子

※大陸ネオファンタジー文庫 (大陸書房)のみ
1. グラフトンの三つの流星
2. 妖精界の秘宝
3. ムアール宮廷の陰謀
4. 紫の大陸ザーン 1 死海の勇者
5. 紫の大陸ザーン 2 神々の聖堂
6. オカレスク大帝の夢

- コスモ・ホッケー・イレブン! -銀河大戦紀 著者:ひかわ玲子
- 水晶珠シリーズ 著者:服部あゆみ、布施由美子共著

1. 恋色 魔法猫(ラブキャット)パニック
2. 風色 水晶珠(クリスタル)トラブル
3. 夢色 眠り姫ロマンス
4. 海色 人魚姫(マーメイド)ララバイ
5. 鈴色 物の怪パーティ
6. 花色 結婚式(ウエディング)ドリーム
7. 蜜色 白雪姫ウォーズ
8. 月色 幽霊城プリズム
9. 星色・不思議(マジカル)ワールド
10. 愛色 聖天使(エンジェル)ファクト

- 魔法のランプ199X(エックス) 著者:服部あゆみ、布施由美子共著
- 神竜の赤い糸伝説 著者:服部あゆみ、布施由美子共著
- ソルジャーズパラダイス 著者:服部あゆみ、布施由美子共著
- 赤い閃光 著者:服部あゆみ、布施由美子共著
- ツー・オブ・ミー 著者:みやもとじゅん
- お嬢サマ誘拐 著者:みやもとじゅん
- 恋の方程式教えて 著者:林葉直子
- 恋は3段活用スキ・ドキ・キス 著者:林葉直子

## アシスタント
- 吉川うたた[1]